# Gentiana paradoxa
Espèce
Classification phylogénétique
Gentiana paradoxa , parfois nommée Gentiane du Caucase, est une espèce végétale de la famille des Gentianaceae.
Il s'agit d'une plante de 15 à 40 cm de hauteur, qui pousse sur roche calcaire, entre 500 et 2 400 m d'altitude.